# لغة فرثية

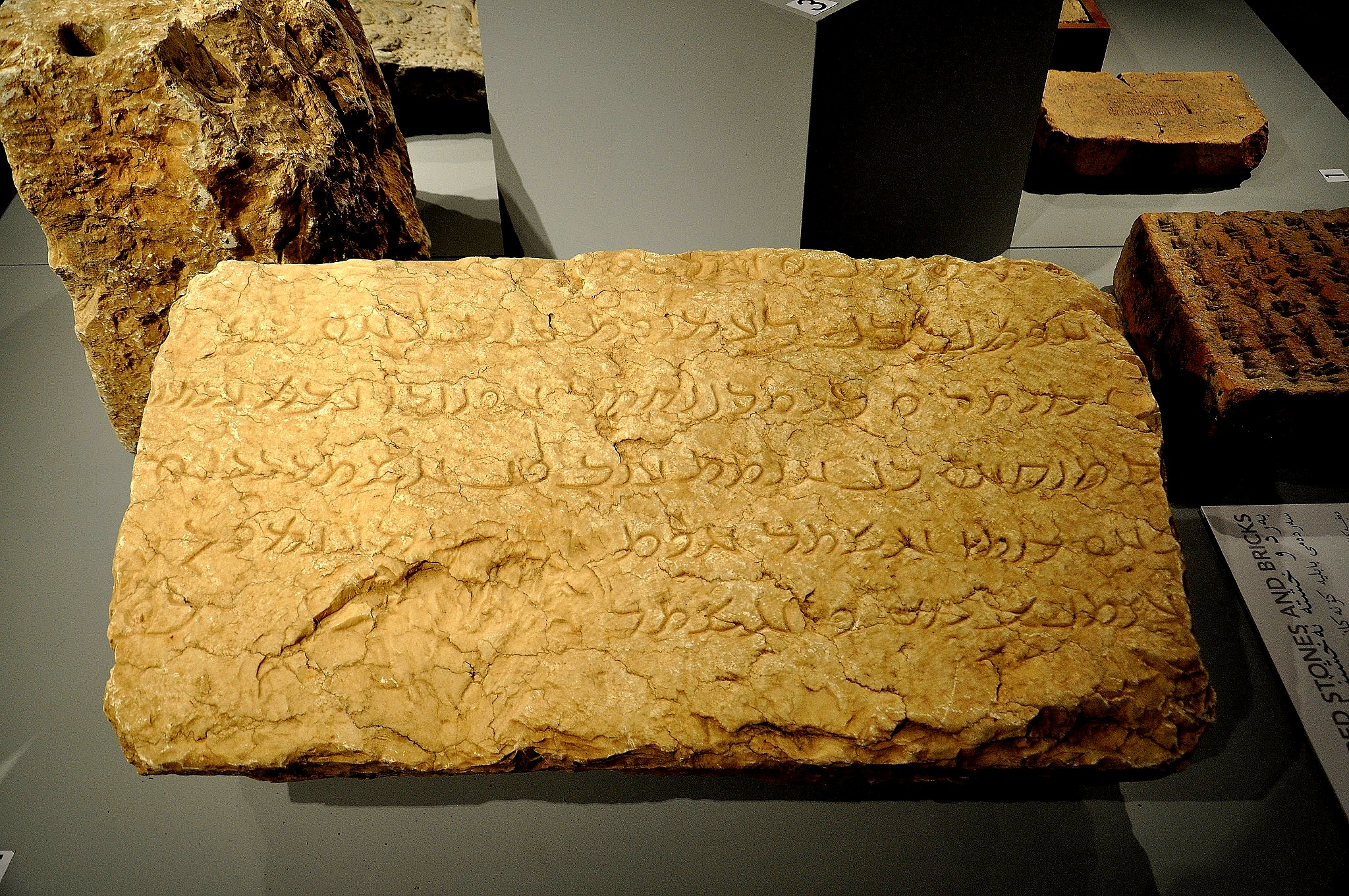
صورة لمخطوطة باللغة الفرثية في العراق.

لغة فرثية هي إحدى اللغات الإيرانية القديمة المنقرضة، والتي كان متحدث بها في شمال غرب إيران في منطقة فرثيا، وقد انتشرت هذه اللغة أثناء عصر الإمبراطورية الفرثية (248 ق م-224 ب م). كان يتم الكتابة بها عن طريق أحرف اللغة الآرامية، وبقيت موجودة حتى بدأت تختفي في العصر الساساني، حيث حلت اللغة الفارسية الوسطى مكانها. اللغة الأرمنية هي أكثر اللغات تأثر بها وذلك لحكم السلالة الفرثية لأرمينيا لعدة قرون.